# Nitragina
Nitragina – preparat biologiczny (nawóz bakteryjny) zawierający specjalnie dopasowany szczep symbiotycznych bakterii brodawkowych przygotowany do zaprawienia nim nasion roślin motylkowych.
Nitraginą zaprawia się nasiona bezpośrednio przed ich siewem zwykle stosując zawiesinę wodną. Bakterie brodawkowe z rodzaju Rhizobium lub Bradyrhizobium zdolne do wiązania wolnego azotu atmosferycznego w symbiozie z roślinami motylkowymi, w formie sterylnych przetrwalników rozwijają się w glebie i infekują roślinę gospodarza wywołując powstawanie brodawek na korzeniach roślin symbiotycznych, bakterie te są ściśle dopasowane do rośliny charakteryzują się wysoką wirulencją i powinowactwem do gospodarza. Bakterie te asymilują azot atmosferyczny i dostarczają go w odpowiedniej formie roślinom. Praktyka ta pozwala zaoszczędzić na nawożeniu azotowym roślin, jednak ich aktywność jest zależna od warunków środowiskowych.